# الکساندرا فومینا
الکساندرا فومینا (انگلیسی: Alexandra Fomina؛ زادهٔ ۴ مهٔ ۱۹۷۵) بازیکن والیبال اهل اوکراین است.
از باشگاه‌هایی که در آن بازی کرده‌است می‌توان به باشگاه والیبال رابیتا باکو اشاره کرد.